# Vocal
Vocal bezeichnet einen in einem sonst ausschließlich instrumental geprägten Musikstück oft wiederholten kurzen Gesang oder Spruch. Im Extremfall besteht es nur aus einem einzigen Wort. Sein Zweck ist es, den Hörer zum Mitsingen zu animieren und den Wiedererkennungswert des Stücks zu steigern. Vor allem in der elektronischen Musik sind Vocals weit verbreitet, da sie aufgrund des repetitiven Arrangements, welches nicht herkömmlichen Liedstrukturen folgt, besser in die Komposition passen.
In der elektronischen Musik Ende der 1980er und Anfang der 1990er Jahre kam es häufig vor, dass dasselbe Vocal in mehreren Musikstücken verwendet wurde, sogar von unterschiedlichen Künstlern. Ein Beispiel dafür ist das Vocal James Brown is dead!, das in zahlreichen Musikstücken immer wieder vorkam.
Siehe auch:
- „Vocals“ bezeichnet auch die Stimmbesetzung, im deutschen Sprachgebrauch insbesondere der modernen Musik, als Leadsänger, Second Vocals (Zweitstimme) und Ähnliches, Background Vocals, Chor oder als Vokalensemble (A-cappella-Gesang)
- Stimme (Musik)
- Vocals (Chor), ein Studiochor aus christlichen Popmusikern unter der Leitung von Jochen Rieger
- Menschliche Stimme